# Angelo Corrias
Angelo Corrias (* 17. Juni 1903 in Ghilarza; † 1977) war ein italienischer Diplomat.

## Leben
Angelo Corrias war der Sohn von Antiopa und Francesco Corrias.
1932 heiratete er Egle Sceti. Er wurde zum Doktor der Rechte und der Wirtschaftswissenschaft promoviert und trat 1928 in den auswärtigen Dienst.
Von 1930 bis 1931 war er Gesandtschaftssekretär beim Völkerbund in Genf.
1932 war er Konsul in Nizza und 1934 in Tunis.
Von 1936 bis 1939 war er Gesandtschaftssekretär in Paris.
Von 1939 bis 1946 wurde er im Ministerium für auswärtige Angelegenheiten und internationale Zusammenarbeit (Italien) beschäftigt.
1947 wurde er Gesandtschaftssekretär in Ankara.
1950 leitete er die Wirtschaftsabteilung und 1950 war er Leiter der italienischen Delegation für die Pariser Schuman-Plan Konferenz,
Von 1955 bis 1958 war er Botschafter in Wien und anschließend vom 22. Oktober 1958 bis 11. Oktober 1961 war er Botschafter in Lissabon.
Von 1964 bis 1965 war er Chef des Protokolls.

## Auszeichnungen (Auszug)
- 1955: Bundesverdienstkreuz
- 1958: Großes Goldenes Ehrenzeichen am Bande für Verdienste um die Republik Österreich[3]
- 1961: Großkreuz des Ordens des Infanten Dom Henrique
- 1965: Großkreuz des Orden von Oranien-Nassau[4]